# Urban Champion
Urban Champion (アーバンチャンピオン?) è un videogioco di genere picchiaduro pubblicato nel 1984 da Nintendo per Nintendo Entertainment System.

## Modalità di gioco
In Urban Champion si scontrano due lottatori in un contesto urbano. Il giocatore può assestare dei pugni mirando alla faccia o al ventre, scegliendo la velocità del colpo (e quindi la relativa potenza) o bloccare i colpi avversari.
Obiettivo del gioco è quello di ridurre a zero l'energia dell'avversario. Tra gli ostacoli sono presenti vasi lanciati da edifici, tombini scoperti e una pattuglia della polizia. La partita termina dopo aver vinto tre round.

## Sviluppo

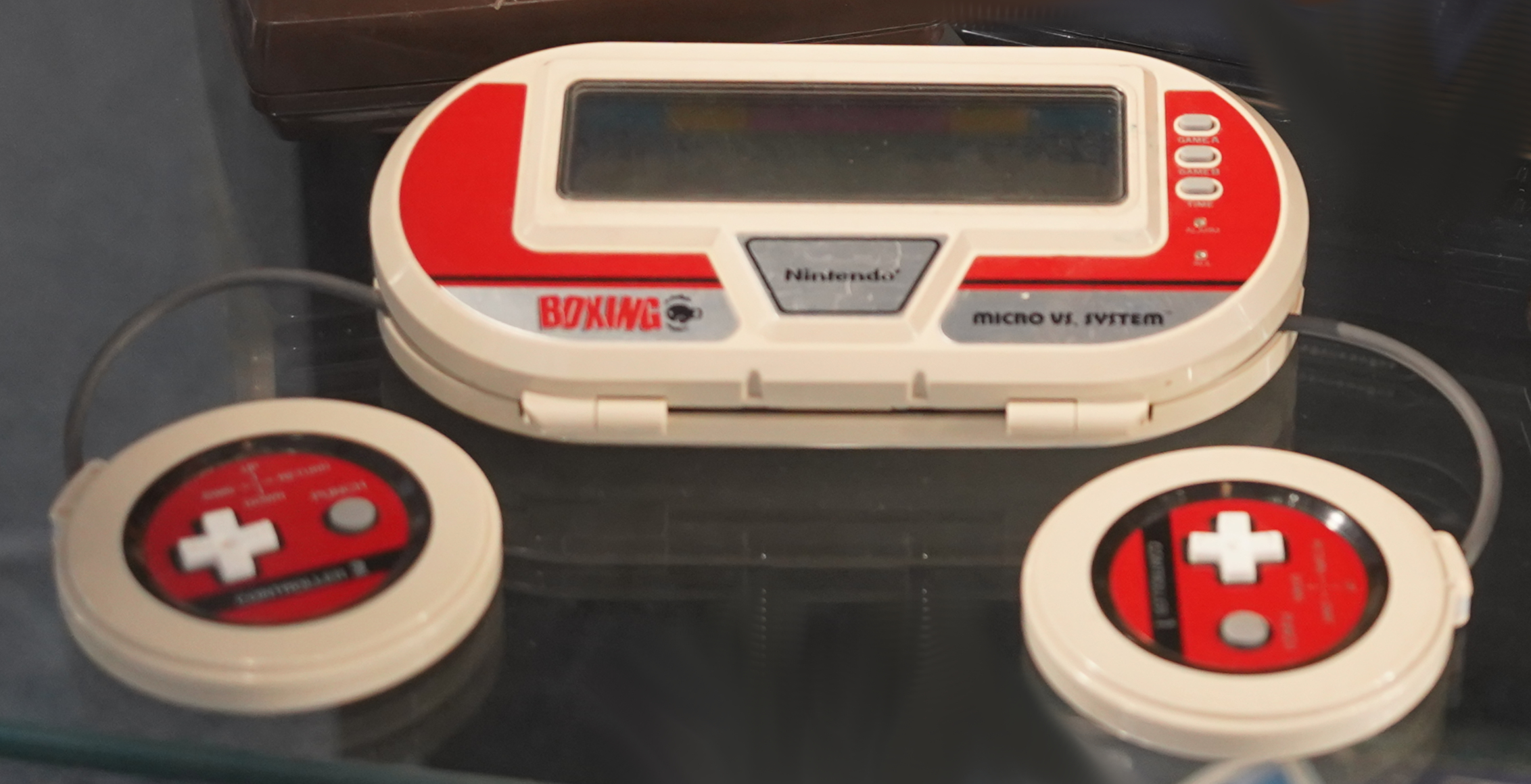
Urban Champion presenta lo stesso gameplay di Boxing

Urban Champion è basato sul titolo Game & Watch Boxing.
Del gioco è stata realizzata una versione coin-op dal titolo VS. Urban Champion. Il titolo è stato inoltre distribuito per Game Boy Advance tramite e-Reader, su Virtual Console per Wii e Wii U ed incluso nella serie 3D Classics per Nintendo 3DS.

## Accoglienza
In occasione della pubblicazione della versione per Wii, IGN ha definito Urban Champion "il peggior gioco mai pubblicato da Nintendo [...] è inutile, è corto, fa schifo". GameSpot l'ha chiamato "un gioco stupido" e "noioso". Nintendo Life ha definito il gioco "spazzatura", sebbene abbiano apprezzato le funzionalità aggiunte nella versione 3DS del gioco. Il titolo compare nella lista compilata da 1UP.com dei peggiori giochi per Virtual Console.